# El hòbbit
El hòbbit (títol original en anglès: The Hobbit, or There and Back Again, o simplement The Hobbit) és una novel·la fantàstica del filòleg i escriptor britànic J. R. R. Tolkien. Va ser escrita per parts des de finals dels anys 1920 fins a principis dels anys 1930 i, al principi, tan sols tenia l'objectiu de distreure els fills petits de Tolkien. Tot i això, l'escriptor va deixar el manuscrit de l'obra encara inacabada a diverses persones. El manuscrit va acabar en mans de l'editorial George Allen & Unwin i, disposats a publicar-la, els editors van demanar a Tolkien que finalitzés l'obra. El hòbbit va ser publicada el 21 de setembre de 1937 al Regne Unit.
És la primera obra que explora l'univers llegendari creat per Tolkien i que més tard s'encarregarien de definir El Senyor dels Anells i El Silmaríl·lion. Dins d'aquesta ficció, l'argument d'El hòbbit se situa l'any 2941 de la Tercera Edat del Sol, i narra la història del hòbbit Bilbo Saquet, que juntament amb el màgic Gàndalf i un grup de nans, viu una aventura a la recerca del tresor custodiat pel drac Smaug a la Muntanya Solitària.
A causa de l'èxit que va tenir ja les bones crítiques que va rebre, els editors van demanar a Tolkien una continuació. Batejada com El Senyor dels Anells, el seu canvi a un to allunyat de l'infantil va provocar que El hòbbit hagués de ser modificat lleugerament perquè ambdues històries coincidissin millor.
El hòbbit en català es va publicar el 1983 a la col·lecció Esparver d'Edicions de la Magrana traduït per Francesc Parcerisas. Entre 1986 i 1988 el mateix Parcerisas també va traduir la trilogia d'El Senyor dels Anells publicada per l'editorial Vicens Vives.
La BBC Radio 4 va fer una adaptació radiofònica d’El hòbbit el 1968, mentre que Arthur Rankin Jr. i Jules Bass en van produir una pel·lícula per a televisió. El desembre de 2012 es va estrenar la primera part d'una trilogia de pel·lícules basada en la novel·la: El hòbbit: un viatge inesperat (doblada al català). El 2013 es va estrenar The Hobbit: The Desolation of Smaug i el desembre de 2014 The Hobbit: The Battle of the Five Armies. També s'ha creat diversos videojocs basats en la novel·la.

## Context
El regne nan d'Èrebor, o el regne nan «sota la muntanya», fou fundat l'any 1999 de la Tercera Edat del Sol, pel rei Thrain I, qui acabava de fugir amb part del seu poble de Mòria després de l'aparició d'un Bàlrog. Set segles més tard, el drac Smaug va arribar a Èrebor (la Muntanya Solitària) i, després d'expulsar-ne els nans, es va apoderar del tresor que aquests havien acumulat.
El 2463 TE alguns hòbbits de la branca dels Cepats vivien als Camps Llirials, on mil·lennis enrere el rei Isíldur d'Àrnor i Góndor va ser assassinat pels orcs i l'Anell Únic del Senyor Fosc Sàuron es va enfonsar al riu Ànduin. Sméagol i el seu cosí Déagol es trobaven pescant al riu quan aquest últim va trobar l'Anell. El seu poder va despertar la cobdícia d'Sméagol, que va assassinar el seu cosí per arrabassar-l'hi i, en ser bandejat pel seu poble, va vagar fins a arribar a les Muntanyes Boiroses. Allà el poder de l'Anell el va corrompre, allargant la seva vida més enllà del natural i convertint-lo en una criatura que va passar a ser coneguda com a Gòl·lum.
Cent anys abans dels fets narrats en la novel·la, el que en aquell moment era rei dels nans, Thrain II, va decidir tornar a Èrebor. No obstant això, va ser capturat durant el viatge pels serfs de Sàuron i el van portar a la fortalesa de Dol Guldur, on li van arrabassar l'últim dels set Anells dels Nans. Pocs anys després, Gàndalf el màgic va entrar a Dol Guldur i va descobrir que Sàuron havia recuperat les seves forces de nou i que estava reunint tots els Anells de Poder. També hi va trobar a Thrain i aquest li va donar la clau d'Èrebor abans de morir. Gàndalf es va reunir llavors amb el Consell Blanc i va intentar convèncer als membres perquè ataquessin Dol Guldur, però Sàruman, líder del consell, s'hi va oposar i va començar a buscar pel seu compte l'Anell Únic als Camps Llirials.

## Personatges principals
| Nom          | Raça   | Resum |
| ------------ | ------ | --- |
| Bilbo Saquet | Hòbbit | Nascut l'any 2890 de la Tercera edat del sol, en Bilbo és fill d'en Bungo Saquet i la Belladonna Tuc. És el protagonista de la novel·la. |
|              |        | |
| Gandalf      | Maia   | Anomenat Olórin a Aman, va ser enviat a la Terra Mitjana en la Tercera Edat del Sol al costat d'altres quatre maiar que van formar l'Ordre dels Istari, l'objectiu del qual era combatre a Sàuron i protegir-ne els habitants de la Terra Mitjana. L'elf Círdan, que va ser testimoni de la seva arribada, li va lliurar un dels tres anells èlfics, Narya. Va fer nombrosos viatges i va tractar de conèixer tots els pobles de la Terra Mitjana, fet que el va conduir a la Comarca i a en Bilbo, desencadenant així la història narrada a El hòbbit. |
|              |        | |
| Thorin       | Nan    | Fill de Thrain II i germà gran de Frerin i Dis, va néixer l'any 2746 de la Tercera Edat del Sol. Va lluitar al costat del seu poble a la batalla d'Azanulbizar, on es va guanyar el sobrenom Escut-de-roure per haver combatut i haver-se defensat amb la branca d'un roure. Després de la derrota dels nans va acompanyar el seu pare fins a les Muntanyes Blaves i, quan aquest va morir a les masmorres de Dol Guldur, es va convertir en el nou rei.                                                                                                |
|              |        | |
| Smaug        | Drac   | És un dels dracs alats que vivien a les Muntanyes Grises. En sentir notícies sobre les riqueses d'Èrebor es va encaminar cap al regne, va destruir Èsgaroth i va expulsar-ne els nans. Amb les gemmes del tresor es va cuirassar el pit i el ventre del seu cos. |

L'argument també inclou personatges d'importància menor, com els altres dotze nans de la companyia, dos elfs, homes, ogres, gòblins, aranyes i àguiles gegants que poden parlar, wargs (llops salvatges) aliats amb els gòblins, Élrond el savi, Gòl·lum, una criatura misteriosa que habita un llac subterrani, Beorn, un home que pot tenir forma d'os, en Bard o un arquer de la Ciutat del Llac.

## Argument

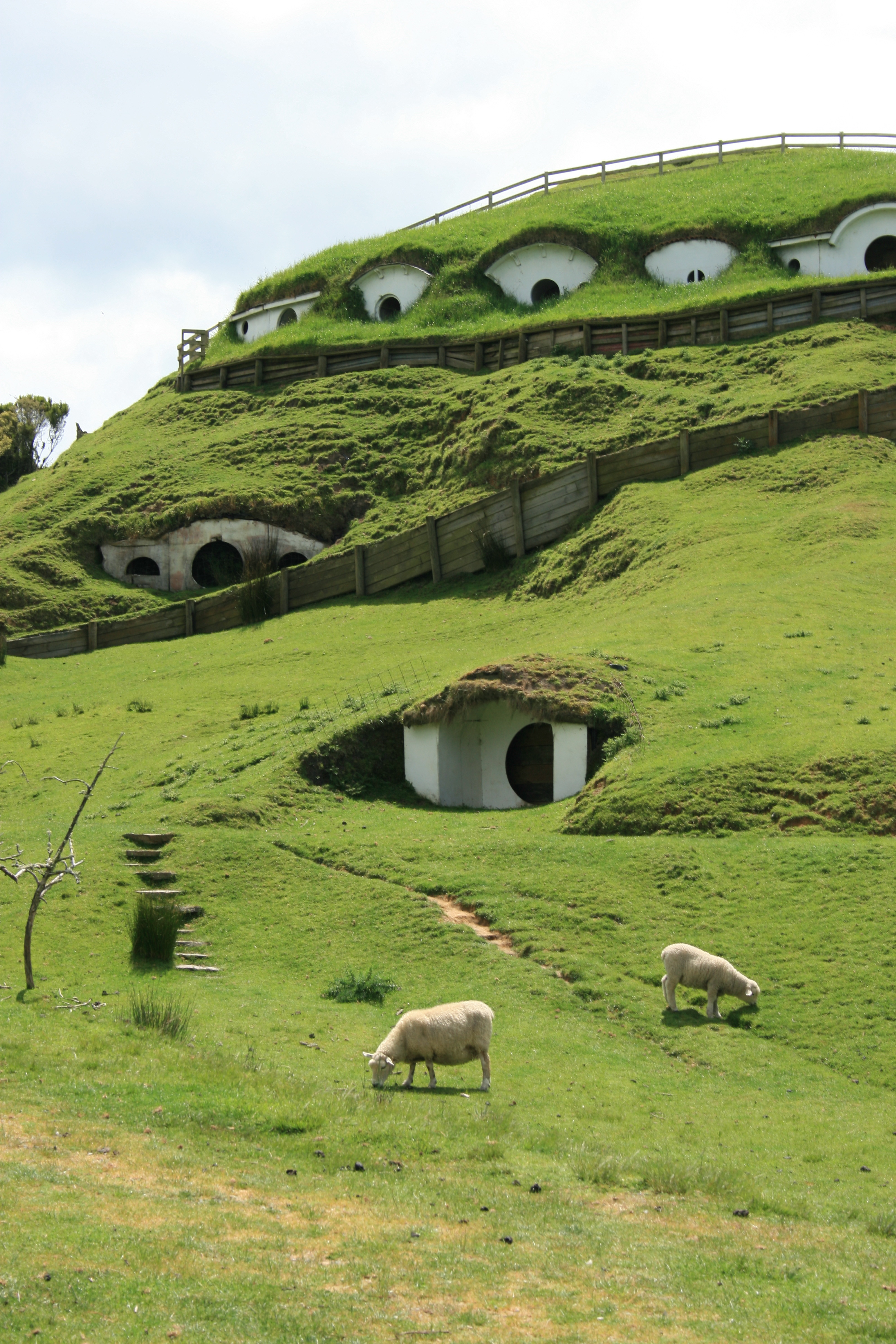
El Turó de la Comarca, on es troba la casa de Bilbo Saquet.

La història comença un dia en què el hòbbit Bilbo Saquet, habitant de la Comarca, rep la visita inesperada del màgic Gàndalf i d'una companyia de tretze nans, liderada per Thorin Escut-de-roure, i composta per Balin, Gloin, Bifur, Bofur, Bombur, Dwalin, Ori, Dori, Nori, Oin, Kili i Fili. Els nans necessitaven un membre més al grup, un saquejador expert, per poder dur a terme el seu pla: arribar a la Muntanya Solitària, derrotar el drac Smaug i recuperar el regne i el seu tresor. Gàndalf els havia recomanat per a aquesta missió a Bilbo i així el hòbbit es veu implicat en l'aventura.
De camí cap a les Muntanyes Boiroses, la companyia va entrar en un bosc on es van trobar un grup de tres ogres (Guillem, Bert, Ton) de qui es van alliberar gràcies a l'astúcia d'en Gàndalf. El màgic, coneixent el punt feble d'aquestes criatures, els va distreure fins a l'alba, moment en què es van convertir en pedra per l'efecte de la llum del sol. Al cau dels ogres, la companyia va trobar unes espases de l'antic regne èlfic de Gondolin. Thorin va agafar l'Òrcrist i Gàndalf la Glàmdring. A en Bilbo li van donar una daga (encara que ell podia usar-la com a espasa per la seva alçada) a la qual va anomenar Fibló. Poc després, van arribar a Rivendell, la terra governada per Élrond, que els va ajudar a desxifrar el mapa del tresor d'Smaug i les inscripcions rúniques que tenien les espases.
Ja a les Muntanyes Boiroses, una tempesta els va obligar a aixoplugar-se i van anar a parar a una caverna plena de gòblins que els van perseguir i van fer que en Bilbo es perdés. Després de trobar un anell misteriós, el hòbbit va arribar a la riba d'un llac subterrani, on vivia una criatura anomenada Gòl·lum. Aquest el va desafiar a un joc d'endevinalles. En el cas que Gòl·lum guanyés, es menjaria Bilbo, i si no, guiaria el hòbbit fins a la sortida. Després de perdre, Gòl·lum es va negar a complir la seva promesa i va anar a buscar el seu anell per matar Bilbo, però aquest havia descobert que la joia el tornava invisible quan se la posava i gràcies a això va aconseguir escapar-se i reunir-se amb els seus companys. De nou un grup de gòblins i wargs els van perseguir, tanmateix, gràcies al Senyor de les Àguiles i les àguiles gegants van poder fugir.
Havent baixat ja de les muntanyes, la companyia va arribar a la casa d'en Beorn, un home amb la capacitat de convertir-se en os. Aquest els va acollir a casa i els va deixar armes i ponis perquè poguessin arribar al Bosc Llobregós. Un cop allà, en Gàndalf va haver de deixar-los durant un temps per gestionar altres assumptes. Durant aquest temps, els nans van ser capturats dues vegades: una per les aranyes gegants i una altra pels elfs del bosc, governats pel rei Thrànduil. En Bilbo, que es va escapar fent-se invisible amb l'anell, va aconseguir rescatar-los.
La companyia va arribar per fi a Èsgaroth, la Ciutat del Llac, des d'on es van encaminar cap a la Muntanya Solitària. Un cop allà, en Bilbo va aconseguir entrar al cau d'Smaug gràcies a l'anell i se'n va emportar una copa. El drac, creient que els homes del Llac eren els lladres de la copa, es va dirigir a la ciutat disposat a destruir-la, però en Bard (descendent llunyà de Girion, el Senyor de Dale) va aconseguir matar-lo en clavar-li una fletxa negra a l'única part del seu ventre que no estava coberta de pedres precioses.
Va ser llavors quan tant els homes d'Èsgaroth i de Dale com els elfs del Bosc Llobregós es van adonar que el tresor que guardava Smaug s'havia quedat sense amo. En arribar a la Muntanya van descobrir que els nans havien col·locat defenses a la porta principal, ja que el corb Roäc els havia informat de les seves intencions i Thorin, que creia que el tresor era seu per dret, es va negar a fer qualsevol mena de negociació. Mentre els homes i els elfs assetjaven la muntanya, els nans cercaven l'Arkenstone (o el Cor de la Muntanya) l'objecte més preuat per Thorin de tot el tresor. Aquests no sabien que era en Bilbo qui la tenia i que la mantenia amagada per por a les represàlies. El hòbbit va acudir al campament dels homes i elfs al capvespre i va intentar que en Bard i el rei dels elfs del bosc no ataquessin la Muntanya, lliurant-los el Cor de la Muntanya com a ajuda per a la negociació.
L'endemà es van disposar a tornar a negociar amb Thorin, mostrant-li lel Cor de la Muntanya i provocant la seva ira en creure que Bilbo li havia traït. En aquell moment va arribar en Gàndalf i els nans de les Serralades de Ferro, als quals Röac havia avisat per ordre de Thorin perquè acudissin en la seva ajuda. Quan semblava que s'enfrontarien amb els homes i els elfs, un exèrcit de gòblins i wargs va baixar de les muntanyes i els va fer unir contra ells en el que s'anomenaria la batalla dels Cinc Exèrcits. Quan la batalla semblava perduda, van aparèixer les àguiles i Beorn. Aquest va matar el cap dels gòblins, Bolg, fent que el seu exèrcit es dispersés i fos destruït. Tot i la victòria, Thorin i els seus nebots Fili i Kili, van morir. Els diferents pobles es van repartir el tresor.
En Bilbo accepta només una petita part de la seva part del tresor i torna a casa, convertit en un hòbbit molt ric, aproximadament un any i un mes després de marxar per primera vegada. Anys més tard, escriurà la història de les seves aventures.

## Composició
En una carta que va enviar a l'escriptor estatunidenc W.H. Auden el 1955, J. R. R. Tolkien recorda com en un estiu, quan era professor d'anglosaxó al Pembroke College de la Universitat d'Oxford, va escriure la primera frase d'El hòbbit durant la correcció d'uns exàmens de literatura anglesa (anomenats aleshores assajos de graduació). Va trobar un paper en blanc i va escriure-hi: «In a hole in the ground there lived a hobbit» («En un forat a terra, hi vivia un hòbbit»), sense saber ni tan sols d'on havia tret la idea. Abans de morir, Tolkien va dir que no recordava la data exacta en què va escriure aquesta frase, ni tan sols el primer capítol, ja que no el va organitzar i va anar escrivint l'obra segons li anaven sorgint idees. Michael, el segon fill de Tolkien, va assenyalar 1929 com el possible any en què el seu pare va començar a escriure l'obra, ja que conservava algunes composicions pròpies que estaven datades d'aquest any i versions clares d'El hòbbit, el qual els va ser llegit a ell i als seus germans a mesura que l'escrivia.
Durant un període breu després de la redacció de la primera frase, Tolkien no va fer res més que elaborar el mapa de Thror, on va descriure la geografia en què es desenvolupa la major part de la novel·la. No obstant això, una vegada iniciada la composició de l'obra, els capítols van ser escrits amb fluïdesa i gairebé sense correccions fins al punt en què el drac Smaug (que llavors es deia Pryftan) mor. En aquesta primera versió, Gàndalf era el nom del nan principal i el màgic es deia Bladorthin, paraula d'origen gnòmic (llengua que més tard evolucionaria al noldorin) que significa «àmplia terra gris» i que al text final va quedar en un únic esment d'un rei que comprava armes nanes. Possiblement, fos precursor de l'apel·latiu Mithrandir («peregrí gris» en síndarin), un dels noms que rep en Gàndalf a El Senyor dels Anells.
Des del començament de l'obra s'aprecia la influència del que més tard seria El Silmaríl·lion. Tolkien va fer referència a The Lay of Leithian, la història de Beren i Lúthien, quan Bladorthin conta als nans com només ells dos havien aconseguit vèncer al Nigromàntic, relacionant així a aquest últim amb el personatge de Thû (nom que va rebre Sàuron en la seva primera versió). A més, el rei goblin (Gomfibul) que Braubramador Tuc mata a la batalla de Pratverd es deia en un primer moment Fingolfin, igual que el fill del rei elf Finwë als Contes perduts, i el personatge d'Élrond, fet que va ser descrit per Tolkien com «un accident afortunat, conseqüència de la dificultat d'estar inventant contínuament bons noms per als nous personatges». Va incloure també referències als gnoms (nom que van rebre les primeres versions dels noldor) i a la destrucció del regne èlfic de Góndolin per part dels dracs.
Per escriure el viatge de la companyia des de Rivendell fins a l'altra banda de les Muntanyes Boiroses, incloent-hi la forta tempesta que veuen, Tolkien es va basar en les seves vacances a Suïssa el 1911. Anys abans Tolkien havia escrit una sèrie de poemes que va recopilar sota el títol Contes i cançons de Bimble Bay i entre els quals n'hi havia un, Glip, protagonitzat per una criatura viscosa d'ulls lluminosos que rosegava ossos en una caverna i que va servir de base per al posterior personatge de Gòl·lum. El capítol que transcorre al Bosc Llobregós va ser un dels que més va canviar pel que fa a la versió publicada d'El hòbbit, ja que el passatge al riu encantat i la captura dels nans per part dels elfs del bosc no apareixen en aquesta primera versió.

Tolkien va rebatejar al nan principal usant un altre nom deVöluspá, Eikinskjaldi, que, traduït com «escut de roure», es tractava d'un nom propi i no un sobrenom com en la versió definitiva de la novel·la, mentre que el mag va passar a dir-se Gàndalf, un nom més apropiat que significa «elf del bastó» en islandès. El nom de Bladorthin es va conservar per a un misteriós rei que tan sols és nomenat en una línia i no torna a aparèixer en cap altre text de Tolkien.
| «                                                        | […] les espases forjades per als exèrcits del gran rei Bladorthin, mort feia molt de temps, tenien cadascuna una punta forjada tres cops i els mànecs eren incrustats amb or filigranat, però mai no havien estat lliurades ni pagades […] | » |
| — «Informació secreta», a El hòbbit de J. R. R. Tolkien. | |   |

També va canviar el nom del drac Pryftan per Smaug, passat del verb germànic primitiu smugan («ficar per un forat»), cosa que considerava «un mal acudit filològic». Originalment, havia disposat que fos en Bilbo qui el matés amb l'ajuda del Fibló, la seva espasa, i l'anell màgic, però va ser finalment l'arquer Bard qui el va matar. Tolkien va abandonar la composició de l'obra en aquest punt, deixant-la inacabada.
A finals de 1932, va deixar una còpia d'El hòbbit al seu amic C. S. Lewis perquè la llegís. També la va deixar a Elaine Griffiths, una exalumna i amiga de la família que treballava per a l'editorial britànica George Allen & Unwin per recomanació del mateix Tolkien. El 1936 Griffiths va comentar a una excompanya d'Oxford, Susan Dagnall, que també treballava a George Allen & Unwin, sobre l'existència de l'obra i ella va parlar amb Tolkien per manllevar-li el llibre. Un cop llegit, Dagnall li va demanar que finalitzés l'obra per poder presentar-la a l'editorial.

Originalment, havia previst que la batalla contra els gòblins tingués lloc durant el retorn d'en Bilbo a la Comarca i que es digués «The Battle of the Anduin Vale», però la situació es va complicar quan Tolkien es va voler ocupar de la qüestió relacionada amb la cobdícia que despertava el tresor i el fet que Èsgaroth reclamés la seva part per reconstruir la ciutat destruïda, tot desembocant a la batalla dels Cinc Exèrcits. El hòbbit estava acabat a l'estiu de 1936, però Tolkien no en va enviar la còpia fins al 3 d'octubre. Stanley Unwin, president de l'editorial, pensava que els nens eren els millors jutges de literatura infantil, així que va donar l'obra al seu fill Rayner, de tan sols deu anys, perquè la llegís i li va agradar tant que va decidir publicar-la.
| «                                          | Bilbo Saquet era un hòbbit que vivia al seu cau de hòbbit i mai no sortia a la recerca d'aventures, fins que el màgic Gàndalf i els seus nans el van convèncer que hi anés. Passà moments emocionants lluitant contra goblins i wargs. Finalment arriba a la muntanya Solitària. Smaug, el drac que la custodia, mor, i després d'una batalla amb gòblins, el hòbbit torna a casa seva, ric! Aquest llibre, que té mapes, no necessita il·lustracions, és bo i hauria d'agradar a tots els nens d'entre 5 i 9 anys. | » |
| — Informe de Rayner Unwin sobre El hòbbit. | |   |

Quan va rebre la prova d'impressió el febrer de 1937, Tolkien va creure que havia de rectificar alguns passatges, ja que no havia tingut prou temps per examinar amb minuciositat el manuscrit que va enviar a l'editorial al principi. A causa d'això i alguns problemes amb les il·lustracions, la novel·la no seria publicada fins a setembre.

## Influències

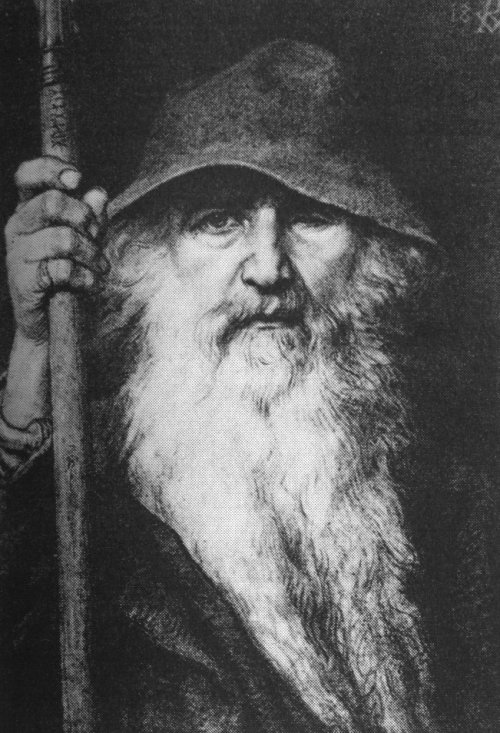
Il·lustració d'Odín, deïtat de la mitologia nòrdica que va influir particularment la figura del màgic Gàndalf.

J. R. R. Tolkien sempre va dir que El hòbbit havia estat influït per El Silmaríl·lion, novel·la encara inacabada quan va ser publicada la primera, a més de per diferents poemes èpics, mites i contes de fades que havia llegit. Entre algunes de les fonts que s'han citat es troben Beowulf, el poema èpic anglosaxó amb què Tolkien va treballar durant part de la seva vida, els contes de fades d'Andrew Lang i dels germans Grimm, The Princess and the Goblin i la seva seqüela The Princess and Curdie, o The Marvellous Land of Snergs.
Segons la biografia de Tolkien elaborada per Humphrey Carpenter, l'origen del màgic Gàndalf va ser una postal que l'escriptor va comprar el 1911 durant unes vacances a Suïssa i que reproduïa una pintura de l'artista alemany Josef Madlener titulada Der Berggeist (L'esperit de la muntanya). Hi apareix un ancià de barba blanca, vestit amb un llarg mantell i un barret d'ala ampla, al costat d'un cervatell en un bosc amb muntanyes de fons. Carpenter afirma en la seva biografia que, anys després d'adquirir la postal, Tolkien va escriure al sobre que la guardava: «Origen de Gàndalf»; no obstant això, l'article The Origin of Gandalf and Josef Madlener («L'origen de Gàndalf i Josef Madlener»), de Manfred Zimmerman, ofereix una investigació més profunda sobre els orígens del màgic i revela com la filla de Josef Madlener va confirmar en una entrevista que la pintura datava de mitjans de la dècada de 1920. Quan van preguntar a Carpenter per la discrepància en les dates, va afirmar que s'havia basat en les notes escrites en una còpia del sobre on Tolkien guardava la postal i de la qual no va trobar cap rastre davant de les peticions dels fans perquè la mostrés.

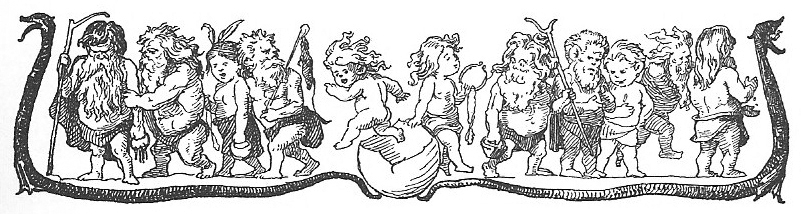
Il·lustració dels nans del poema Völuspá, recollit Edda poètica, i en els que J. R. R. Tolkien va basar a alguns dels seus propis nans.

La figura definitiva de Gàndalf va estar particularment influïda per la deïtat de la mitologia nòrdica Odín a la seva encarnació com Vegtamr, un ancià de llarga barba blanca, amb un barret d'ala ampla i un bastó de caminant. El nom de Gàndalf i els dels nans de la companyia van ser presos per Tolkien d'Edda poètica, una col·lecció de poemes escrits en nòrdic antic, i més concretament de Völuspá, el primer. A causa del fet que en Gàndalf abandona els nans i en Bilbo en diverses ocasions just abans de ser capturats, Douglas A. Anderson, autor de l'edició crítica d'El hòbbit, comenta que la conducta del personatge recorda a la de l'esperit de la muntanya de les Riesengebirge txeco-poloneses, Rübezahl, que gaudeix fent que els viatgers es perdin.
T. A. Shippey assenyala a El camino a la Tierra Media un altre dels poemes d'Edda poètica, Skirnismál («Les dites de Skírnir»), com a influència per a les Muntanyes Boiroses, i més concretament la frase:
| « | Anglès […] Night has fallen: now we must ride Over the misty mountains, The fells of the troll-folk […] | Català […] La nit ha arribat: hem de cavalcar travessant les muntanyes boiroses, les terres dels orcs […] | » |

Observa, a més, que Beorn té certes similituds amb Beowulf i Bothvarr Bjarki, personatge de la saga nòrdica de Hrólfr Kraki. Quan li van preguntar a Tolkien si el passatge en què Bilbo roba la copa a Smaug es basava en l'episodi del robatori de la copa a Beowulf, va respondre:
| «                                                                           | El Beowulf és entre les meves fonts més preuades; tot i que no ho recordava conscientment quan ho escrivia; l'episodi del robatori va sorgir naturalment (gairebé de manera inevitable) de les circumstàncies. És difícil trobar una altra manera de seguir la història. Suposo que l'autor del Beowulf diria el mateix. | » |
| — J. R. R. Tolkien, en Las cartas de J. R. R. Tolkien de Humphrey Carpenter | |   |

Shippey afirma que la conversa entre els dos personatges està inspirada a més en el poema Fàfnismál («Dites de Fáfnir») d'Edda poètica, mentre que Anderson apunta en la seva edició anotada d'El hòbbit que els dos grans dracs que apareixen a la literatura nòrdica, Fafner, de la saga Volsunga, i el de Beowulf, van morir quan els van acoltellar el ventre, igual que Smaug. Aquest últim cita també algunes influències de les novel·les de George MacDonald, The Princess and the Goblin i la seva seqüela The Princess and Curdie, on s'hi descriu un aspecte semblant al dels gòblins, la fosca descripció de les arrels de les muntanyes o la conducta de Galion, majordom de Thranduil, que és similar a la del majordom del rei en la seqüela, ja que a tots dos els agradava beure els millors vins dels seus respectius senyors al seu mateix celler. El 1955, Tolkien va admetre en una carta adreçada al poeta i assagista W. H. Auden que la novel·la infantil El meravellós país dels snergs, d'Edward Wyke-Smith, era «probablement el llibre que va servir de font inconscient només per als hobbits i per res més». Aquesta narra la història d'un snerg, un membre d'una raça antropomorfa caracteritzada per la seva estatura baixa, igual que els hòbbits. Al principi, Tolkien va dir que va poder crear la paraula hòbbit inspirant-se en la novel·la satírica Babbitt, de Sinclair Lewis, però més tard, als apèndixs d'El Senyor dels Anells, estableix que la paraula ve de l'anglosaxó hol-bytla («habitant de forats»).
El passatge dels wargs es va inspirar en part en la batalla dels licàntrops, a The Black Douglas, considerada per Tolkien com una de les millors novel·les de S. R. Crockett i una de les que més el va impressionar durant la seva infantesa. Anderson assenyala en la seva edició crítica d'El hòbbit que el governador i els consellers de la Ciutat del Llac podrien estar inspirats en l'alcalde i els membres de l'ajuntament que regien la ciutat d'Hamelín al poema El flautista d'Hamelín (1842), de Robert Browning, ja que tots els personatges es caracteritzen per ser «garrepes, egoistes i conscients dels interessos dels ciutadans només en la mesura que els convingui».

## Publicació

### Il·lustracions

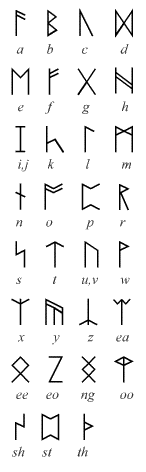
Runes amb les lletres que J. R. R. Tolkien va assignar per usar-les en diverses il·lustracions d'El hòbbit.

George Allen & Unwin havia previst en un primer moment que el llibre fos il·lustrat només amb mapes, però els primers esbossos de Tolkien van agradar tant que van optar per incloure'ls sense augmentar el preu del llibre malgrat el cost addicional. Encoratjat per això, l'escriptor els va oferir un segon lot d'il·lustracions i, després d'acceptar-les, l'editorial el va convèncer perquè dissenyés també la sobrecoberta. No obstant això, aquesta il·lustració requeria diversos colors per a la impressió, vermell, blau, verd i negre, cosa que n'augmentava el cost. Això va fer que es veiessin oblidats a eliminar-ne el primer.
Com ja havia passat amb la sobrecoberta, els mapes originals que Tolkien havia dissenyat per a la novel·la tenien diversos colors i els va haver de tornar a dibuixar. En un primer moment, Tolkien va proposar que el mapa de Thror aparegués dins del primer capítol del llibre, de manera que les runes lunars «màgiques» estessin col·locades a l'envers de la pàgina i es poguessin veure només a contrallum. Tot i això, l'editorial ho va rebutjar i va acabar col·locant els mapes a les guardes del llibre.
L'editorial estatunidenca Houghton Mifflin, que estava preparant l'edició americana, va suggerir encarregar a un dissenyador anònim que fes algunes il·lustracions en color per acompanyar els dibuixos en blanc i negre de Tolkien. Aquest va estar-hi d'acord, amb l'única condició que les il·lustracions no recordessin ni estiguessin influïdes per Disney, cap al qual Tolkien havia adquirit un rebuig considerable. George Allen & Unwin no estava d'acord amb aquesta decisió i creia millor que fos el mateix Tolkien qui il·lustrés tot el llibre i finalment va ser així.

### Publicació en anglès
George Allen & Unwin va publicar la primera edició de El hòbbit al Regne Unit el 21 de setembre de 1937, que va comptar amb tot just mil cinc-cents exemplars i va ser venuda abans del mes de desembre a causa de les bones crítiques que va rebre. Per això, l'editorial va posar a la venda a finals d'any una segona reimpressió, incorporant les il·lustracions en color. L'edició americana va ser publicada el 1r de març de 1938, amb quatre de les il·lustracions en color i va ser tot un èxit, havent-ne venut gairebé tres mil còpies al juny del mateix any.
Tot i la popularitat d'El hòbbit, el racionament de paper durant la Segona Guerra Mundial i la seva continuïtat fins a 1949, van fer que les vendes baixessin i que el llibre no estigués sovint disponible durant aquest període. Tot i això, es va aconseguir realitzar-ne dues reimpressions: una el 1942 i una altra el 1946. Les vendes del llibre van augmentar considerablement amb la publicació de El Senyor dels Anells. Van arribar al seu màxim a la dècada dels seixanta i va aconseguir a principis de 2008 els cent milions de còpies venudes a tot el món.
Des de llavors, la novel·la ha estat reimpresa sovint per molts editors i a més ha estat traduïda a més de quaranta idiomes, alguns amb diverses traduccions. A l'estiu del 1938, poc abans de l'esclat de la Segona Guerra Mundial, l'editorial alemanya Rütten & Loening, encarregada de la publicació d'El hòbbit al seu país, va escriure a Tolkien per saber si era d'origen jueu perquè tenia un cognom alemany. Encara que no era aquest el cas, Tolkien es va sentir molt ofès, ja que considerava la doctrina nazi com a «racista, perniciosa i del tot anticientífica», i va demanar a George Allen & Unwin que retardés la traducció alemanya.
Un dels llibres de la primera edició en anglès ser venut a finals de l'any 2004 en una subhasta per sis mil lliures esterlines, mentre que un altre, aquesta vegada signat, va aconseguir les seixanta mil lliures en una subhasta realitzada el març de 2008.

### Revisions

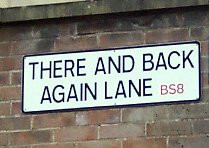
The Hobbit porta com a subtítol en anglès There and Back Again (Història d'anada i tornada en català). Placa del carreró d'aquest nom a Bristol.

El desembre de 1937 Stanley Unwin va demanar a Tolkien una seqüela d'El hòbbit. En resposta, ell li va proporcionar els esborranys d'El Silmaríl·lion, però els editors els van rebutjar creient que el públic volia «més informació sobre hòbbits». Posteriorment, Tolkien va començar a treballar en el que es convertiria en El Senyor dels Anells, una decisió que no només va canviar el context de la història original, sinó que també va provocar canvis substancials per al personatge d'en Gòl·lum.
A la primera edició d'El hòbbit, en Gòl·lum aposta el seu anell màgic en el joc de les endevinalles i en perdre està disposat a donar-lo a Bilbo amistosament. Després d'haver-lo perdut li demanava fins i tot perdó i l'ajudava a escapar de les cavernes. Tanmateix, per tal de reflectir el nou concepte de l'anell i la seva capacitat corruptora, Tolkien va fer que Gòl·lum fos més agressiu amb Bilbo i que després de perdre l'anell es reflectís la cobdícia produïda aquest objecte.
El 1947 Tolkien va enviar a Unwin aquesta versió reescrita del cinquè capítol, «endevinalles en l'obscuritat», com un exemple del tipus de canvis necessaris per posar el llibre de conformitat amb El Senyor dels Anells. Quan el juliol de 1950 li van ser enviades les proves de la nova edició, Tolkien es va sorprendre en veure la incorporació del text canviat, ja que en cap moment havia dit que es canviés. Aquesta segona edició va ser publicada el 1951, amb una nota explicativa en què Tolkien atribuïa els canvis del capítol V a què la història de la primera edició va ser la que va explicar Bilbo als seus amics, mentre que la que apareix a la segona edició és la que de veritat va passar i que va explicar a Gàndalf en pressionar-lo.
El 1965, quan l'editorial estatunidenca Ace Books va publicar una edició de butxaca no autoritzada d'El Senyor dels Anells, Houghton Mifflin i Ballantine Books van demanar a Tolkien que revisés l'obra per tal de corregir petites errades i que aquesta versió pogués competir al mercat amb la no autoritzada. Tot i que la revisió de El Senyor dels Anells era més urgent a causa d'això, Tolkien va revisar de nou El hòbbit, introduint nous canvis i ajustant la descripció encara més a la seva seqüela i a l'evolució del seu encara inèdit Quenta Silmarillion, tal com estava en aquell moment. Aquesta tercera edició va ser publicada el febrer de 1966.
Una cosa comuna en les diferents edicions del llibre són les errades d'impremta, que es van tractar de solucionar amb la versió anotada de Douglas A. Anderson, publicada el 1988, data que coincidia el cinquantè aniversari de la publicació americana d'El hòbbit.

### Edicions pòstumes

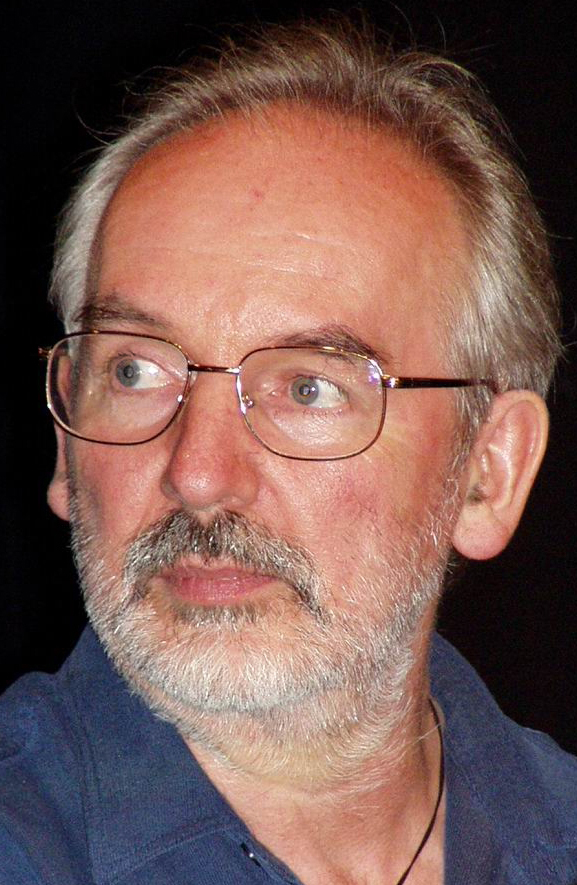
L'artista Alan Lee va il·lustrar l'edició d'El hòbbit publicada el 1997 per tal de celebrar el seu seixantè aniversari.

Des de la mort de J. R. R. Tolkien s'han publicat tres obres sobre El hòbbit commemorant l'aniversari de la publicació original: The Annotated Hobbit («El hòbbit anotat»), editat per Douglas A. Anderson amb comentaris i apèndixs; una edició il·lustrada per l'artista Alan Lee; i The History of The Hobbit («La història d'El hòbbit»), dividida en dos volums elaborats per John Rateliff i que, a semblança de La història de la Terra Mitjana, ofereix el procés de composició de la novel·la.
L'edició anotada d'Anderson, publicada el 1988, commemora el cinquantè aniversari d'El hòbbit des de la seva publicació als Estats Units i proporciona el text complet de la novel·la amb comentaris al marge, precedit d'una introducció i seguit per dos apèndixs. Per compilar aquesta edició, Anderson va utilitzar escrits d'altres autors: The Road to Middle-Earth («El camí a Terra Mitjana») de Tom Shippey, J. R. R. Tolkien, a biography («J. R. R. Tolkien, una biografia») i The Letters of J. R. R. Tolkien («Cartes de J. R. R. Tolkien») de Humphrey Carpenter, i diversos textos recopilats per Christopher Tolkien, que a més va llegir l'obra abans de la publicació i hi va aportar alguns suggeriments. A més, va reunir un conjunt d'il·lustracions per acompanyar el text, entre les quals se n'inclouen algunes de realitzades pel mateix Tolkien, una selecció en blanc i negre de les que han aparegut a les múltiples traduccions d'El hòbbit, i algunes realitzades pels artistes Tove Jansson i Eric Fraser. A la introducció, Anderson ofereix informació sobre l'origen, la composició, les influències, la publicació i algunes crítiques d'El hòbbit original publicat el 1937, mentre que als apèndixs s'ofereix una crònica detallada sobre les revisions i una petita explicació sobre l'ús de les runes.
L'edició il·lustrada per Alan Lee va ser publicada el 1997 per commemorar el seixantè aniversari des de la publicació d'El hòbbit al Regne Unit. L'obra inclou vint-i-sis il·lustracions en color i trenta-vuit en blanc i negre, totes elaborades per Lee.
The History of The Hobbit va ser publicada el 2007, aquesta vegada en commemoració del seu setantè aniversari. Es divideix en dos toms amb notes i extensos comentaris de John Rateliff: Mr. Baggins («Sr. Saquet»), que comprèn la història des del primer esborrany que es conserva fins a l'arribada a la Ciutat del Llac, i Return to Bag-End («Tornada a Atzusac»). A més, inclouen els esborranys per a les revisions realitzades el 1947 i 1960, així com un apèndix amb la cronologia de composició.

### Traducció al català
El hòbbit en català es publicà el 1983 a la col·lecció Esparver d'Edicions de la Magrana traduït per Francesc Parcerisas. Aquest traductor, a finals dels setanta ja havia mostrat l'interès per traduir aquesta obra i El Senyor dels Anells a diverses editorials, conscient que havien esdevingut un autèntic best-seller. Tot i això, totes ho van rebutjar per diversos motius. Segons Parcerisas, el moment polític feu que la indústria editoral edités sobretot textos de caràcter polític i històric. Alhora, traduir El hòbbit i El Senyor dels Anells tenia un cost molt elevat. Finalment, Edicions de la magrada faria el pas d'editar les aventures d'en Bilbo Saquet, tanmateix, era una aposta amb clars riscs comercials. De fet, l'editorial no va acabar editant dins de la col·lecció els tres volums d'El Senyor dels Anells. Entre 1986 i 1988 el mateix Francesc Parcerisas traduiria la trilogia d'El Senyor dels Anells publicada per l'editorial Vicens Vives.

## Temes
El desenvolupament del protagonista, Bilbo Saquet, és el tema central de la història. Matthew Grenby, autor de Children's Literature, assenyala en aquest llibre que El hòbbit és una novel·la de desenvolupament personal i la considera un bildungsroman (novel·la d'aprenentatge o formació) en lloc de la tradicional aventura fantàstica, ja que el protagonista adquireix un sentit més fort de la seva identitat i més confiança en el món exterior gràcies al viatge que realitza. Al seu assaig The Psychological Journey of Bilbo Baggins, recollit a l'obra A Tolkien Compass de Jared Lobdell, Dorothy Matthews assenyala que en diversos capítols es veu reflectit el concepte jungià d'individuació en l'augment de les capacitats i la maduresa d'en Bilbo en contrast amb el poc desenvolupament dels nans. Així doncs, mentre que Gandalf exerceix una influència parental sobre Bilbo des del principi, és en Bilbo qui gradualment es fa càrrec del lideratge de l'empresa.
L'analogia de l'«inframon» i de l'heroi que en torna amb un premi (com l'anell o les espases èlfiques) que el beneficia a ell i a la seva societat, encaixa amb els arquetips mítics relatius a la iniciació i maduresa masculina tal com els descriu el mitòleg Joseph Campbell. D'altra banda, Jane Chance compara a Tolkien's Art el desenvolupament i el creixement de Bilbo, en contrast amb altres personatges, amb els conceptes de la mera reialesa contra la reialesa pecadora o dolenta derivats de l'Ancrene Wisse i d'una interpretació cristiana de Beowulf, un text que va influir clarament en els textos de Tolkien.
Matthew Grenby també assenyala a Children's Literature que la superació de la cobdícia i l'egoisme és el centre de la moral de la història. Tot i que la cobdícia és un tema recurrent a la novel·la, molts dels episodis provenen del simple desig de menjar d'un o més personatges (ja siguin ogres menjant nans o nans menjant menjar dels elfs del bosc) o un desig d'objectes preciosos, com ara com or i joies. És només per la influència de l'Arkenstone (el Cor de la Muntanya) sobre Thorin que la cobdícia, i els seus vicis acompanyants «cobdicia» i «malignitat», passen completament a primer pla a la història i proporcionen el quid moral de la història. Bilbo roba l'Arkenstone, una de les relíquies més antigues dels nans, i intenta que sigui retornada a Thorin per aconseguir la pau. No obstant això, el hòbbit es converteix en un traïdor per Thorin, sense tenir en compte totes les promeses que li havia concedit anteriorment. Al final, Bilbo renuncia a la pedra preciosa i la major part de la seva part del tresor per ajudar els més necessitats. Tolkien també explora el motiu de les joies que inspiren una intensa cobdícia que corromp a aquells que les cobegen al Silmaríl·lion, i hi ha connexions entre les paraules «Arkenstone» i «Silmaril» a les etimologies inventades per Tolkien.
D'altra banda, un altre tema d'El hòbbit que ha estat tractat per diversos autors és l'animisme, un concepte important en l'antropologia i en el desenvolupament infantil basat en la idea que totes les coses, incloent-hi objectes inanimats, fenòmens naturals, animals i plantes, posseeixen una intel·ligència humana. A The History of The Hobbit, John D. Rateliff ho anomena el «tema del doctor Dolittle» i cita la multitud d'animals que parlen com a mostra per confirmar aquest tema, per exemple el drac Smaug, els gòblins o el corb Roäc. Patrick Curry assenyala a Defending Middle-Earth que l'animisme es troba actiu durant tota la novel·la i que també apareix en altres obres de Tolkien; esmenta les «arrels de les muntanyes» i els «peus dels arbres» com a canvi de nivell des d'allò inanimat a allò animat. De fet, Tolkien va veure la idea de l'animisme estretament lligada a l'aparició del llenguatge i el mite humans: «[…]Els primers homes que van parlar d'"arbres i estrelles" veien les coses de manera molt diferent. Per a ells, el món estava viu amb éssers mitològics… Per a ells, tota la creació era "teixida amb mites i dibuixada per elfs".»

## Crítica

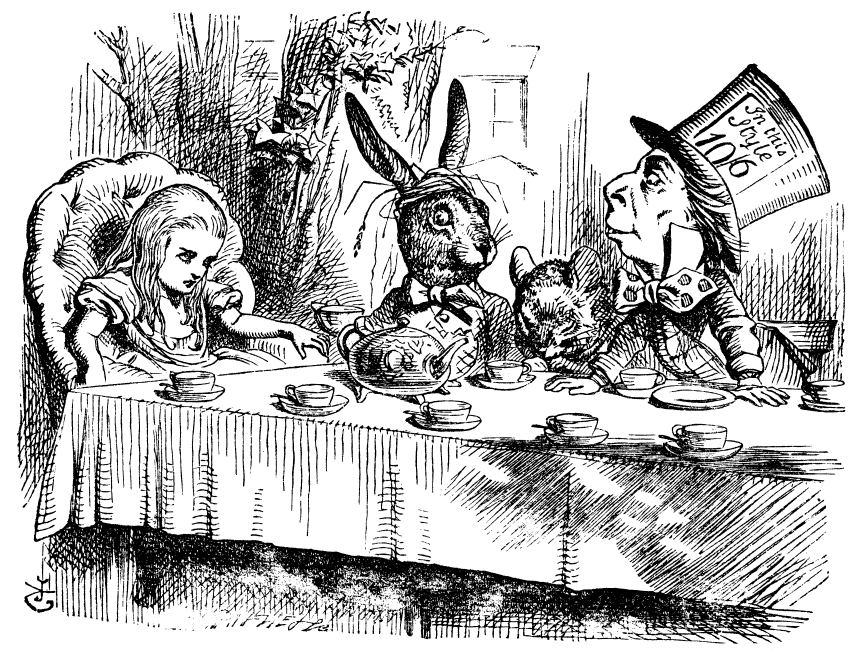
Il·lustració d'Alícia al país de les meravelles (1865), obra de Lewis Carroll amb què l'editorial Allen & Unwin va comparar la primera edició d'El hòbbit.

Els crítics literaris van dedicar a El hòbbit ressenyes majoritàriament favorables quan va ser publicat per primera vegada el 1937. Molts recollien la nota de propaganda realitzada per l'editorial Allen & Unwin per a l'obra i que la comparava amb Alícia al país de les meravelles i A través del mirall, totes dues novel·les de Lewis Carroll. No obstant això, a J. R. R. Tolkien no li va agradar i finalment va ser canviada a la segona impressió.

L'escriptor C.S. Lewis va escriure dues ressenyes anònimes, totes dues al diari The Times, en què elogiava tant la novel·la com Tolkien i li preveia un futur èxit.
| «                                                                  | S'ha de tenir en compte que aquest és llibre per nens en el sentit que la primera de moltes lectures pot fer-se a l'escola. Els nens llegeixen amb formalitat Alícia, i els adults el llegeixen entre riures; El hòbbit, en canvi, pot resultat molt graciós pels lectors petits, i només anys més tard, en una desena o vintena lectura, poden començar a adonar-se del gran coneixement i la reflexió profunda que van ser necessaris perquè tot el que hi semblava tan madur, tan amistós, i a la seva manera, tan versemblant. Les prediccions són perilloses, però és molt possible que El hòbbit es converteixi en un clàssic. | » |
| — C. S. Lewis, 2 d'octubre de 1937 a The Times Literary Supplement | |   |

El hòbbit va rebre bones crítiques a la Horn Book Magazine per part de l'editora Bertha E. Mahony i de la columnista Anne Carroll Moore, mentre que William Rose Benét el qualificava al Saturday Review of Literature com una «esplèndida fantasia». Anne T. Eaton, de The New York Times, el descrivia com «un conte meravellós sobre una aventura magnífica, plena de suspens i condimentada amb un humor serè que és irresistible» i el situava entre els millors llibres infantils publicats en molt de temps. Al Second Annual Children's Festival celebrat el 1r de maig de 1938, el New York Herald Tribune va concedir a El hòbbit un premi valorat en 250 dòlars i el va considerar el millor llibre infantil publicat aquella primavera.
D'altra banda, Júnior Bookshelf es mostrava contrari als bons comentaris i sostenia que l'obra estava composta de manera que «no es respira l'animosa llibertat de la veritable aventura». Molts anys després, el 1981, Constance B. Hieatt va escriure un article sobre les diferents revisions d'El hòbbit en què defensava l'obra d'algunes crítiques assenyalant que «molts crítics s'han equivocat senzillament perquè no han estat capaços de diferenciar-ne les diverses revisions».
El hòbbit va ser nominada al premi Carnegie Medal, lliurat anualment per The Library Association al llibre infantil/juvenil més destacat. També va ser reconeguda com «la novel·la més important del segle XX» a l'enquesta «Llibres infantils del segle», organitzada per la revista Books for Keeps.

## Adaptacions

### Cinema
El 27 de novembre de 1977, es va estrenar a la cadena de televisió nord-americana NBC la primera versió fílmica d'El hòbbit. La pel·lícula, de dibuixos animats, va ser produïda per Arthur Rankin Jr. i Jules Bass i va tenir un cost d'uns tres milions de dòlars estatunidencs, convertint-se en la pel·lícula d'animació per a televisió més cara de la història. El guió va ser escrit per Romeo Muller, sent bastant fidel a la novel·la, excepte en alguns punts, com la desaparició del personatge de Beorn. A més, algunes de les cançons de Tolkien van ser adaptades per Maury Laws per a la pel·lícula. Si bé va tenir força èxit, alguns punts, sobretot de l'animació, van ser criticats, com l'aspecte felí del drac Smaug o l'aparença dels elfs. El segell discogràfic Walt Disney Records va publicar un LP basat en el doblatge de l'àudio complet de la pel·lícula, que més tard seria editat també per Buena Vista Records, aconseguint un bon èxit en vendes.
El director neozelandès Peter Jackson i la seva dona Fran Walsh van expressar el 1995 el seu interès per filmar una adaptació cinematogràfica d'El hòbbit, que seria la primera part d'una trilogia completada amb dues pel·lícules sobre El Senyor dels Anells. No obstant això, en aquells moments i atès que els drets d'El hòbbit encara pertanyien a l'empresa United Artists, només els va ser possible filmar El Senyor dels Anells, els drets dels quals havien estat comprats per New Line Cinema.
Després de l'èxit de la trilogia de Jackson, el setembre de 2006, la companyia Metro-Goldwyn-Mayer, que havia comprat United Artists i, per tant, era ara propietària dels drets d'El hòbbit, va expressar el seu interès a treballar en equip amb New Line i Jackson per fer-ne la preqüela. No obstant això, Jackson havia presentat una demanda contra New Line a causa de la pèrdua d'ingressos procedents dels productes de La Comunitat de l'Anell, per la qual cosa les relacions entre el director i la companyia estaven trencades. Finalment, ambdues parts van arribar a un acord el desembre de 2007, i després de pagar a Jackson els diners que li devia, New Line el va confirmar com a productor d'El hòbbit.
L'adaptació havia de ser dirigida per Guillermo del Toro, qui també va intervenir en l'elaboració del guió juntament amb Jackson, Fran Walsh i Philippa Boyens. Tot i això, el 31 de maig de 2010, després d'haver-se involucrat durant més de dos anys en el disseny i producció de les adaptacions, Del Toro va renunciar a la direcció de les pel·lícules a causa del retard en el començament de la filmació pels problemes financers de Metro-Goldwyn-Mayer. El guió es va dividir originalment en dues pel·lícules i s'havia d'acabar el 2008, però Del Toro va confirmar en una entrevista a principis de 2009 que encara tenien feina per fer. Originalment, volien que la primera part abordés la majoria dels esdeveniments que apareixen a la novel·la, mentre que la segona completaria la història i, a més, abordaria els cinquanta anys que transcorren fins al començament d'El Senyor dels Anells; no obstant això, van acabar descartant aquest pla i simplement van dividir El hòbbit perquè ocupés les dues pel·lícules. El rodatge, que va tenir lloc a Nova Zelanda, començar finalment el 21 de març de 2011, malgrat els retards, i va finalitzar el 6 de juliol de 2012, després de 266 dies de filmació. Poc després d'acabar el rodatge, Jackson va anunciar que hi havia material per dividir la història en tres pel·lícules i interès per fer-ho, per la qual cosa hi hauria una tercera part. Les estrenes van tenir lloc el desembre de 2012, desembre de 2013 i desembre de 2014.

### Jocs
Des de la publicació, hi ha diversos jocs de taula i de rol que s'han basat en la novel·la. Amb el nom The Battle of the Five Armies, Larry Smith va dissenyar i va posar a la venda en 1975 un joc de taula els drets de la qual van ser comprats posteriorment per la companyia estatunidenca TSR (Tactical Studies Rules). El 1983 Iron Crown Enterprises (ICE) va llançar al mercat un altre joc de taula anomenat The Lonely Mountain: Lair of Smaug the Dragon que va ser dissenyat per Coleman Charlton; un any després, la mateixa companyia va crear la seva versió de The Battle of the Five Armies, desenvolupada també per Charlton al costat de Richard H. Britton i John Crowll, i un joc de rol anomenat Middle-earth Role Playing, basat tant en El hòbbit com en El Senyor dels Anells. El 2001 va sortir a la venda un nou joc de taula amb el nom The Hòbbit: The Defeat of the Evil Dragon Smaug, dissenyat per Keith Meyers i Michael Stern i il·lustrat per Ted Nasmith.
A més, s'han basat en la història diversos videojocs, tant amb llicència com sense. Un dels que va tenir més èxit va ser el joc per a ordinador El hòbbit, desenvolupat el 1982 per Manga Software i distribuït per Melbourne House, que el 1983 va guanyar el premi Golden Joystick a la categoria de «Joc d'estratègia de l'any». Sierra Entertainment va posar a la venda el 2003 un joc de plataformes amb elements de videojoc de rol, titulat també El hòbbit, per a PC, PlayStation 2, Xbox i Nintendo GameCube. Una versió basada en els mateixos dissenys de personatges i història, però usant una plataforma isomètrica en 2D i personatges en 3D, va ser creada per a Game Boy Advance.

### Altres
Des del setembre fins al novembre de 1968, l'emissora BBC Radio 4 va emetre una adaptació radiofònica d'El hòbbit amb guió de Michael Kilgarriff i produïda per John Powell. Va ser dividida en vuit parts amb una durada total de quatre hores i un guió molt proper del text de la novel·la (en la seva edició de 1951). Comptava amb l'actor Anthony Jackson com a narrador, Paul Daneman al paper de Bilbo, Wolfe Morris com a Gòl·lum, John Justin com a Thorin, John Pullen com a Élrond, Peter Williams com a Bard i Heron Carvic com a Gàndalf. La sèrie va ser posada a la venda en format casset el 1988 i en format CD el 1997.
El 1989 l'editorial Eclipse Comics va publicar una novel·la gràfica d'El hòbbit escrita per Charles “Chuck” Dixon i Sean Deming, i il·lustrada per David Wenzel. Va ser dividida en tres volums, finalitzant la trama del primer en el moment en què Gòl·lum planteja a Bilbo el joc de les endevinalles i la del segon quan la companyia escapa dels elfs del Bosc Llobregós. L'any 1992  Norma Editorial en publicà la primera edició en català i l'any 2006 se'n publicà una segona edició amb un canvi de portada.